# Federación de Trabajadores Socialistas de Francia
La Federación de Trabajadores Socialistas de Francia (Fédération des travailleurs socialistes de la France, en francés) fue un partido político socialista francés fundado en 1879 bajo el nombre de Federación del Partido de los Trabajadores Socialistas (Fédération du Parti des travailleurs socialistes), y constituyó el principal referente reformista del socialismo en Francia hasta 1902, año en que se fusionó con el Partido Obrero Socialista Revolucionario para formar el Partido Socialista Francés, uno de los dos grandes partidos fundadores del Partido Socialista - SFIO.

## Historia y organización
La Federación del Partido de los Trabajadores Socialistas nace en octubre de 1879 como culminación del Congreso obrero de Marsella, sobre la base de la doctrina colectivista y el liderazgo ideológico de Jules Guesde.
Sus primeros Estatutos organizan la Federación en regiones autónomas coordinadas por el Comité General Ejecutivo (Comité général exécutif). Se constituyen seis regiones, cinco metropolitanas (las más potentes, la I y II) y una sexta para Argelia:
- La del Centro, en torno al núcleo de París (I).
- La del Este, con centro en Lyon (II).
- La del Mediodía (Midi), con centro en Marsella (III).
- La del Norte, con centro en Lille (IV).
- La del Oeste, con centro en Burdeos (V).
- La de Argelia, con centro en Argel (VI).

En el Congreso de Le Havre (1880) la Fédération supera su base doctrinal colectivista y asume el programa marxista elaborado por Karl Marx, Jules Guesde y Paul Lafargue. Rápidamente la Fédération se polariza entre una fracción marxista ortodoxa, liderada por Guesde, y otra más posibilista, articulada en torno al liderazgo de Paul Brousse. Las dos fracciones se visualizan ya en el Congreso de Reims (1881), y en 1882, en el Congreso de Saint Étienne, se produce la escisión entre la minoría partidaria de Guesde y Paul Lafargue, que fundan el Partido Obrero Francés (Parti ouvrier français), y la mayoría posibilista, que adopta temporalmente (hasta 1883) el nombre de Partido Obrero Socialista Revolucionario (Parti ouvrier socialiste révolutionnaire en francés).
En 1883, los posibilistas recuperan y simplican la sigla original de la organización, adoptando la denominación de Federación de Trabajadores Socialistas de Francia (FTSF), que mantendrá hasta su integración en el PSF en 1902. Bajo el liderazgo de Paul Brousse, la FTSF se convierte en el principal referente del socialismo reformista en Francia.
La Federación sufre una nueva escisión entre la fracción denominada allemanista (de Jean Allemane, de signo radical y una fuerte vocación sindical, que forma tras su exclusión en el Congreso de Chatellerault (1890) el Partido Obrero Socialista Revolucionario (POSR). En el marco del proceso de unidad socialista que culmina en la fundación de la Sección Francesa de la Internacional Obrera (SFIO) en 1905, la FTSF se fusiona con el POSR allemanista y el Centro de Socialistas Independientes (CSI), dando lugar al Partido Socialista Francés (PSF) en 1902. La unificación del PSF con el otro gran partido del socialismo francés, el Partido Socialista de Francia (PSdF, Parti socialiste de la France), dará lugar a la SFIO.
- Datos: Q3091718